# Ђовани Пјерлуиђи да Палестрина
Ђовани Пјерлуиђи да Палестрина (3. фебруар 1525. или 2. фебруар 1526. Палестрина код Рима — 2. фебруар 1594. Рим) је био италијански рани ренесансни композитор црквене музике и музички иноватор. Живео је у време католичке противреформације. Имао је веома велики утицај на развој римокатоличке црквене музике, а његово дело се сматра врхунцем уметности ренесансне полифоније. У своје време био је изузетно популаран, цењен међу композиторима и миљеник папе Јулија III.
Установио је следећа правила компоновања:
- Музичка фраза тече динамично, а не статично
- Мелодија треба да садржи неколико скокова у висини између нота
- Када се догоди скок, он мора бити мали, и одмах га треба балансирати скоком у другом правцу
- Дисонанце могу бити присутне у ненаглашеном делу такта, а ако су у наглашеном делу, морају одмах бити разрешене

Палестрина је произвео стотине композиција, укључујући 105 миса, 68 оферторијума, најмање 140 мадригала и више од 300 мотета. Поред тога, написао је најмање 72 химни, 35 магнификата, 11 литанија, и четири или пет сетова нарицаљки. Мелодија Глорија из Палестрининог Magnificat Tertii Toni (1591) данас се широко користи у мелодији химне васкрсења, Победа (The Strife Is O'er).
Његов однос према мадригалима био је донекле загонетан: док се у предговору његовој колекцији Canticum canticorum (Песма над песмама) монета (1584) он одрекао постављања необичних текстова, само две године касније он се вратио да објави Књигу II својих секуларних мадригала (неке од њих су међу најфинијим композицијама у том медију). Објавио је само две колекције мадригала са световним текстовима, један у 1555, а други 1586. године. Друге две колекције су били духовни мадригали, жанр који су волели заговорници противреформације.
Палестринине мисе показују како се његов композициони стил развио током времена. Постоје индикације да је његова Missa sine nomine била посебно атрактивна за Јохана Себастијана Баха, који ју је студирао и изводио док је радио на својој Миси у Б-молу. Већина Палестрининих миса се јавља у тринаест томова објављених током периода од 1554 до 1601, задњих седам је објављено након његове смрти.

## Биографија
Палестрина је рођен у Палестрини, градићу у близини Рима који је у то време припадао Папској држави. Документи наводе да је од 1537. године био члан хора дечака у базилици Санта Марије Мађоре у Риму. У том граду ће и провести највећи део своје музичке каријере.
Од 1544-1551 Палестрина је био оргуљаш у катедрали Ст. Агапито у свом родном граду. Осим свирања црквених оргуља његове дужности су биле да помаже деловање црквеног хора, да подучава музику и компонује каноне, а накнада је била у новцу и натури. Његова вештина у пословима везаним за црквену музику привукла је пажњу бискупа Ђованија Марија Чоха Монте, који је касније постао папа Јулије . За време свог радног боравка у родном граду, Палестрина је 1547. године оженио Лукрецију Гори. Са њом је имао три сина Родолфа, Ангела и најмлађег Игиниоа, који га је једини и надживео.
Године 1551, вратио се у Рим где је преузео прво од својих папских именовања, као музички директор (maestro di cappella) хора Јулијанске Капеле (Cappella Giulia) при Базилици светог Петра. Ту је компоновао и своју прву књигу црквених миса 1554. године, која је била посвећена папи Јулију III у знак захвалности за његову новчану подршку. Наредне године био је унапређен у певача „Понтифског хора.” Ипак, он није занемарио ни секуларну страну његове уметности, те је 1555. године објавио своју прву књигу мадригала (секуларне и духовне вишегласне песме). Међутим, у време када је блажи режим Јулије III замењен оштријом дисциплином папе Павла IV. Одлуком новог папе било је забрањено ожењеним мушкарцима да служе у папском хору. Палестрина је заједно са двојицом својих колега добио малу пензију као надокнаду због њиховог отпуштања са посла. Убрзо након тога постао је хоровођа у Базилици светог Ивана Латеранског (посао који је раније радио Орландо ди Ласо). Период 1560-их је било време великог стручног усавршавања за Палестрину. Радио је у базилици Санта Марије Мађоре, у Папском универзитету (Seminario Romano) и за богатог кардинала Иполита д'Естеа, те је објавио четири књиге своје музике.
Године 1568. због ниске новчане надокнаде и његове жеље да остане у Риму Палестрина је одбио понуду да постане капелмајстор за Максимилијана II, цара Светог римског царства у Бечу. Након смрти композитора Ђованија Анимучија 1571. године који је био музички директор у Ватикану од 1555. године, Палестрина је био позван да се врати на своје старо радно место као музички директор Јулијанског хора у Ватиканској базилици. Вратио се и одмах наставио са својим успешним композиторским деловањем, а добио је више пута и повећање плате. Како му је расла композиторска слава 1578. године као признање његовог положаја најславнијег римског музичара добио је звање магистра музике у Ватиканској базилици. Ово његово последње професионално именовање је било дугог мандата од 1571-1594 као главни одговорни за музичке активности у Капели Јулија при Базилици светог Петра. Осим тога, обављао је самостални музички рад за најмање 12 других римских цркава и институција, те је био успешан у пословању са крзном у власништву његове друге жене, а улагао је и у тадашње тржиште римским некретнинама.
Низ епидемија куге које су захватиле централну Италију током касних 1570-их узроковале су смрт његове жене и два старија сина, који су у то време показивали велику музичку надареност. Сам Палестрина се озбиљно разболео током тог времена. Тугујући због смрти своје жене, објавио је своју намеру да постане свештеник, на радост папе, Гргура XIII. Након што је био канонизован, убрзо се одрекао завета како би оженио Вирђинију Дормоли 1581. године, удовицу богатог трговца. Иако је доста времена провео управљајући њеним богатством, он је задржао свој посао у базилици Светог Петра и наставио да компонује. Био је сматран званичним композитором за хор од стране свих папа за које је радио, а забележено је и да је марширао на челу папинских певача поводом подизања великог египатског обелиска на Тргу светог Петра.

## Музичка баштина и стил
Ђовани Пјерлуиђи да Палестрина је своје огромно композиторско стваралаштво објавио у готово 30 збирки током свог живота. Више од 700 његових музичких дела сачувано је у рукописима. Остао је најпознатији по 104 мисе, иако је компоновао у сваком другом литургијском жанру из свог времена, укључујући и готово 100 мадригала.
Његово музичко стваралаштво, иако огромно, одржало је изузетно висок стандард како у сакралним тако и у секуларним радовима.
Његова техника кориштења cantus firmus мелодија (већ постојеће мелодије која је намењена за један глас) као и мајсторство у употреби полифоније може се у највећој могућој мери уочити код неких његових канонских миса (у којима су један или више делова за глас изведени из другог дела за глас). Његова способност се огледа и у украшавању свечаног литургијског хорског певања, чинећи је саставним делом текстуре. Понекад се готово и не разликује од других слободно компонованих дела, што је уочљиво из неких његових миса заснованих на мелодијама химне.
Ђовани Пјерлуиђи да Палестрина је при компоновању највећег броја његових миса користио технику познату као музичка пародија, при чему је композитор користио властиту музику или музику од других композитора као полазну тачку за ново музичко дело. Многе друге мисе произашле су из музичких идеја његових претходника или савременика. Палестрина је компонирао још једну врсту мисе која је уочљива у девет радова написаних за Мантову. У овим делима, Глорија и Кредо секције су тако распоређене да се мелодијска линија за један глас (лат. cantus planus) и полифонија наизменично појављују. Ту је и мала, али важна група миса које су биле компоноване у слободном стилу, где је музички материјал био у потпуности оригиналан. Можда најпознатији пример ове врсте је Missa brevis („Кратка миса”) за четири гласа.
Мотети Ђованија Пјерлуиђија да Палестрине, од којих их је више од 250 сачувано, показују готово исту разноликост облика и врста као и код миса. Већина њих су у неким јасно дефинисаним облицима, повремено одражавајући облик литургијског текста, иако се релативно мало заснивају на мелодијама за један глас. Многи од њих парафразирају појање, али са умећем које је подједнако успешно као и код миса. На истом нивоу као и канонске мисе су мотети попут Cum ortus fuerit и Accepit Isus calicem. Овај други наведени мотет је очито био композиторов миљеник - претпоставка заснована на портрету Палестрине где је приказан како рукама држи копију овог дела. Овај портрет се данас чува у Ватикану.
Његових 29 мотета засновано је на текстовима из једне од књига из Старог завета под називом Песма над песмама. Ту се могу приметити бројни примери „мадригализама”: кориштење сугестивних музичких фраза евоцирајући сликовите музичке делове, очигледно било за уву или око, а понекад за обоје. У делу еухаристијске службе (ofertorium), Палестрина потпуно одустаје од старе технике cantus firmus и пише музику у слободном стилу, док у химнама он парафразира традиционалне мелодије, обично у највишем гласу. У библијској поетској тужаљци поводом вавилонског уништења Јерусалима под називом Јеремијин плач, он доноси успешан контраст у односу на музичке делове са хебрејским и латинским текстовима. Музички део са хебрејским текстовима је стилски мелизматичан (богато окићен), а други део са латинским текстовима је једноставнији и свечанији. Његови магнификатски хвалоспеви су углавном организовани у четири групе по осам хвалоспева, а свака група се састоји од магнификата заснованог на једном од осам „тонова”: алтернатим структура се овде користи као код миса писаних за Мантову.

## Репутација
Палестрина је био познат у своје време, и ако се ишта, његова репутација је порасла након његове смрти. Конзервативна музика римске школе наставила је да се пише у свом стилу (који је у 17. веку постао познат као prima pratica) од стране његових ученика као што су Ђовани Марија Нанино, Руђеро Ђованели, Арканђело Кривели, Теофило Гаргари, Франческо Сорјано, и Грегорио Алегри. Исто се тако сматра да је Салваторе Сачо био ученик Палестрине, као и Ђовани Драгони, који је касније постао хорски мајстор у цркви Светог Ђованија у Латерану. Касних 1750-их, Палестринин стил је још увек био референца за композиторе који су радили у мотетној форми, као што се може видети у Франческо Барсантијевом Sei Antifones написаном у Палестринином стилу (c. 1750; рад је објавио Питер Велкер, c. 1762).
Знатна истраживања Палестрине су спроведена током 19. века, у чему је предњачио Ђузепе Бајни, који је објавио монографију 1828. године којом је учинио Палестрину поново познатим и ојачао већ постојећу легенду да је он био „Спаситељ црквене музике” током реформи Тридентског сабора. Ипак, у овој монографији доминантна је склоност обожавања хероја типична за 19. век и ово је до данас остало везано за композитора у некој мери. Ханс Пфицнерова опера Палестрина показује тај став на његовом врхунцу.
Тек недавно, откривањем и објављивањем великог броја досад непознатих или заборављених музичких дела различитих ренесансних композитора, постало могуће да се правилно процени Палестрина у историјском контексту. Иако је Палестрина био добар представник касно ренесансне музике, други ствараоци као што су Орланд де Ласус (француско-фламански композитор који је такође провео део своје ране каријере у Италији) и Вилијам Берд били су знатно свестранији. Научна гледишта 20. и 21. века су задржала став да је Палестрина био јак и префињен композитор чија музика представља врхунац техничке перфекције, истичући да су неки од његових савременика поседовали једнако индивидуалне гласове чак и у границама „глатке полифоније”. Као резултат, композитори као што су Ласус и Берд као и Томас Луис де Викторија све више уживају упоредиве репутације.
Постоје два свеобухватна издања Палестрининих радова: издање у 33 тома које су објавили Breitkopf and Härtel, у Лајпцигу у Немачкој између 1862. и 1894. које је уредио Франц Ксавер Хаберл, и издање у 34 тома које је објављено средином 20. века, посредством издавачке куће Фратели Скалера, у Риму у Италији, које је уредио Рафаел Касимири са сарадницима.

## Филм
Године 2009. филм о композитору је продуцирала немачка телевизија ZDF/Arte. Наслов: Палестрина - принц музике, у режији Георга Бринтрупа.

## Духовна музика
- 104 мисе
- 375 мотета
- 35 магнификата,
- 68 оферторијума
- 72 химне

и друге композиције.

## Световна музика
- 140 мадригала